# 사랑을 위하여 (1999년 영화)
《사랑을 위하여》(영어: For Love of the Game)는 미국에서 제작된 샘 레이미 감독의 1999년 스포츠 드라마 영화이다. 케빈 코스트너, 켈리 프레스턴 등이 출연하였고, 아미언 번스틴 등이 제작에 참여하였다.
평단으로부터 엇갈린 반응을 얻었으며, 박스오피스 봄이 되었다. 코스트너는 이 영화를 통해 2000년 제20회 골든 라즈베리상 최악의 남우 주연상 후보에 올랐다.

## 줄거리
디트로이트 타이거스 소속 19년차인 40살 투수 빌리는 마지막 출전이 될지도 모르는 뉴욕 양키스 상대 경기에서 퍼펙트 게임을 향해 나가며 지난 5년간 만나온 제인과의 관계를 반추한다. 

## 출연진
- 케빈 코스트너 - 빌리 채플 역
- 켈리 프레스턴 - 제인 오브리 역
- 존 C. 라일리 - 거스 신스키 역: 포수.
- 제나 멀론 - 헤더 역
- 브라이언 콕스 - 게리 휠러 역: 구단주.
- J. K. 시먼스 - 프랭크 페리 역: 감독.
- 빈 스컬리 - 텔레비전 스포츠 방송 진행자 역

## 기타 제작진
- 배역: 린 크레슬
- 미술: 닐 스피색
- 의상: 주디아나 머코프스키
- 음악 감독: G. 마크 로즈웰